# 鹿児島県を舞台とした作品一覧
鹿児島県を舞台とした作品一覧（かごしまけんをぶたいとしたさくひんいちらん）では、鹿児島県内をモチーフ、ローケーションなどとして取り上げた文芸、ドラマ、映画、漫画・アニメーション作品などについて記述する。

## 文芸作品（小説・古典・髄質・紀行）
- 朝焼けの賦（赤瀬川隼）
- 奄美離島連続殺人事件（中村啓）
- 指宿・桜島殺人ライン（深谷忠記）
- 浮雲（林芙美子）
- 海辺の生と死（島尾ミホ）
- 上井覚兼日記
- 衛天の剣 島津義弘伝（天野純希）
- 黄金の石橋（内田康夫）
- 大石六平夢物語
- 大久保甲東先生（徳富蘇峰）
- 海軍（獅子文六）
- 回天の剣 島津義弘（天野純希）
- 街道をゆく3、8 （司馬遼太郎）
- 鹿児島本線殺人事件（西村京太郎）
- 片耳の大鹿（椋鳩十）
- 神の島のこどもたち（中脇初枝）
- 消えたタンカー（西村京太郎）
- きつね馬（司馬遼太郎）
- 鬼無鬼島（堀田善衛）
- 九州新幹線「つばめ」誘拐事件（西村京太郎）
- 九州新特急「つばめ」殺人事件（西村京太郎）
- 巨眼の男西郷隆盛（津本陽）
- 霧島から来た刑事（永瀬準介）
- 雲の墓標（阿川弘之）
- 月桃夜（遠田潤子）
- 古事記
- 孤愁の岸（杉本苑子）
- 孤島の野犬（椋鳩十）
- 孤島パズル（有栖川有栖）
- 西郷暗殺指令（中津文彦）
- 西郷隆盛（海音寺潮五郎）
- 西郷隆盛 物語と史跡を訪ねて（童門冬二）
- 西郷隆盛殺人事件（中津文彦）
- 西郷と大久保（海音寺潮五郎）
- 西郷の首（伊東潤）
- 桜島（梅崎春生）
- 桜島1000キロ殺人空路（本岡類）
- 佐多岬・北緯31度の墓標（辻真先）
- 薩英戦争（大佛次郎）
- 薩南示現流（津本陽）
- 薩摩いにしえの殺人（木谷恭介）
- 薩摩大隅殺人半島（峰隆一郎）
- 薩摩隠密行 心剣（田中光二）
- 薩摩回天（郷原健樹）
- 薩摩伝統工人伝（椋鳩十）
- 薩摩半島知覧殺人事件（梓林太郎）
- 薩摩飛脚（大佛次郎）
- 薩摩燃えゆ（安部龍太郎）
- 時刻表2万キロ第3章（宮脇俊三）
- 死の棘（島尾敏雄）
- 島津家久と島津豊久（山元泰正）
- 島津四神伝（片山洋一）
- 島津の空 帰る雁（村木嵐）
- 島津奔る（池宮彰一郎）
- 島津義久（桐野作人）
- 島津義弘（加野厚史）
- 島津義弘（徳永真一郎）
- 青幻記（一色次郎）
- 西郷どん!（林真理子）
- 杉下右京の事件簿 ケンムンの森
- 第一阿房列車 鹿児島阿呆列車（内田百閒）
- 大獄 西郷青嵐賦（葉室麟）
- 大造じいさんとガン（椋鳩十）
- 台所太平記（谷崎潤一郎）
- 大変結構、結構大変。ハラダ九州温泉三昧の旅（原田宗典）
- チビザル兄弟（椋鳩十）
- 知覧（高木俊朗）
- 知覧と指宿枕崎線の間（西村京太郎）
- 天璋院篤姫（宮尾登美子）
- 天璋院昂子（梅本育子）
- 天地に燦てり（川越宗一）
- 十津川警部捜査行 阿蘇鹿児島殺意の車窓（西村京太郎）
- 翔ぶが如く（司馬遼太郎）
- 長生きが幸せな島〈奄美〉（冨澤公子）
- ななつ星一〇〇五番目の乗客（西村京太郎）
- 南国太平記（直木三十五）
- 南風薩摩歌（海音寺潮五郎）
- 西鹿児島駅殺人事件（西村京太郎）
- 西鹿児島発「金星」9分の殺意（峰隆一郎）
- 西鹿児島発「交換殺人」特急（峰隆一郎）
- 日本の青春 西郷隆盛と大久保利通の生涯（童門冬二）
- 破天の剣
- ひえもんとり（里美とん）
- 肥後の石工（今西祐行）
- 人斬り新兵衛（海音寺潮五郎）
- 人斬り半次郎（池波正太郎）
- 武士の碑（伊東潤）
- 平家女護島（近松門左衛門）
- 松本-鹿児島殺人連鎖（梓林太郎）
- 南九州殺人迷路（西村京太郎）
- ヤクザル大王（椋鳩十）
- 屋久島殺人原始林（梓林太郎）
- 湯けむりの密室（中町信）
- 竜馬がゆく（司馬遼太郎）
- 私を愛してください（西村京太郎）
- 私は忘れない（有吉佐和子）

## テレビドラマ
- 青い鳥
- 篤姫
- いのちの島
- 海猿
- 温泉若おかみの殺人推理25
- 風の隼人
- 京都殺人案内7
- 西郷どん
- 薩摩飛脚
- 島の先生
- 西部警察 PART-III「吠えろ!!桜島」
- 田原坂
- 単身花日
- 天国と地獄〜サイコな2人〜
- 天璋院篤姫
- 翔ぶが如く
- なでしこ隊
- 裸の大将放浪記
- まんてん
- 優しい時代
- 嫁だいこん
- 竜馬がゆく
- 龍馬伝

### 特撮
- 仮面ライダー41話「マグマ怪人桜島大決戦」
- 仮面ライダー響鬼
- 薩摩剣士隼人
- 地球戦隊ファイブマン

## 映画
- あまのがわ
- 浮雲
- 海の金魚
- 海辺の生と死
- 英二
- 男はつらいよ 寅次郎真実一路
- 男はつらいよ フーテンの寅
- 海軍
- かぞくいろ RAILWAYS わたしたちの出発
- 紙屋悦子の青春
- 乾杯ぎきげん野郎
- きばいやんせ!私
- 喜劇 駅前火山
- 喜劇急行列車
- 奇跡
- 希望の大地
- 雲の墓標より
- 劇場版TOKYO MER〜走る緊急救命室〜南海ミッション
- ゴジラ・モスラ・キングギドラ 大怪獣総攻撃
- 西郷隆盛一代記
- ザ・スパイダースの大進撃
- 薩摩飛脚
- サバイバルファミリー
- 死の棘
- 社長紳士録
- 15才 学校4
- 007は二度死ぬ
- チェスト!
- 釣りバカ日誌9
- 天外者
- 裸の大将放浪記 山下清物語
- 半次郎
- 火の海
- 秒速5センチメートル
- 二つ目の窓
- 北辰斜めにさすところ
- ホタル
- ゆずの葉ゆれて
- リボルバー
- 六月燈の三姉妹

## 漫画
- 宇宙兄弟
- うみものがたり
- お〜い!竜馬（小山ゆう）
- 加治隆介の議（弘兼憲史）
- キャプテン・アース
- 黒猫の駅長さん（山口悠）
- 西郷隆盛（横山まさみち）
- 島津戦記（岡村賢二）
- 数学女子（安田まさえ）
- 単身花日 桜木舜の単身赴任・鹿児島（いわしげ孝）
- 鉄道少女ふたり旅（山口悠）
- ぼっけもん（いわしげ孝）
- 六三四の剣（村上もとか）
- 無敵王トライゼノン
- 行け!!南国アイスホッケー部（久米田康治）
- ROBOTICS;NOTES
- だんドーン

## テレビアニメ
- 宇宙兄弟
- うみものがたり 〜あなたがいてくれたコト〜
- おーい!竜馬（小山ゆう）
- キャプテン・アース
- こちら葛飾区亀有公園前派出所 第127話 萌えろ！恋のえらぶ島・第297話「檸檬くノ一忍者になる」
- 六三四の剣（村上もとか）
- 無敵王トライゼノン
- 名探偵コナン 第388 - 389話「薩摩に酔う小五郎」（2005年放送）、第1153 - 1154話「屋久島の山姫」（2025年放送）
- ROBOTICS;NOTES
- 中二病でも恋がしたい! 2期6～7話修学旅行回
- オーイ! とんぼ

## 音楽作品（楽曲・浪曲・戯曲）
- 輝きに向けて（佐藤博）
- 鹿児島音頭
- 鹿児島パラダイス（水森かおり）
- カノコユリの詩
- SAKURAJIMA（長渕剛）
- 薩摩の女
- 薩摩めぐり（西田あい）
- 島のブルース（三沢あけみ・和田弘とマヒナスターズ）
- SIROYAMA
- 青年おはら節（西郷輝彦）
- 知覧の母～ホタル（歌川二三子）
- 照國神社の熊手（キング・クリームソーダ）
- ひとり薩摩路（水森かおり）

## 舞台・演劇作品
- 海と太陽のファド
- 高校ミュージカル・ヒメとヒコ～ある王の物語～
- 孤愁の岸
- 春櫻賦

## ゲーム
- アイギス
- ペルソナ3エム
- ROBOTICS;NOTES

## ラジオドラマ
- 火山灰狂奏曲 天からオタカラ（NHK-FM FMシアター）
- 仮想郵便局（NHK-FM　FMシアター）
- 50歳の運動会（NHK-FM FMシアター）
- 島の密航先生（NHK-FM FMシアター）
- 遥かな旅 蝶の道（NHK-FM 特集オーディオドラマ）
- 見よ蒼い空、白い星（NHK-FM FMシアター）

## ドキュメンタリー
- 痛快!ビッグダディ
- プロジェクトX
  - 第32回「伝説の深き森を守れ 世界遺産屋久杉の島」
  - 第66回「絶体絶命 650人決死の脱出劇～土石流と闘った8時間」

## 絵画
- 朝の海（田中一村）
- アダンの海辺（田中一村）
- 奄美の海に蘇鉄とアダン（田中一村）
- 奄美の郷に褄紅蝶（田中一村）
- 桜島（山下清）
- 櫻島風景（日高安典）
- 高倉風景（田中一村）